# Liste der Naturdenkmäler in Mühlbach (Südtirol)
Die Liste der Naturdenkmäler in Mühlbach (italienisch Rio di Pusteria) enthält die elf als Naturdenkmal ausgewiesene Objekte auf dem Gebiet der Gemeinde Mühlbach in Südtirol.
Basis ist das im Internet einsehbare offizielle Verzeichnis der Naturdenkmäler in Südtirol (Stand: 23. Januar 2015). Dabei kann es sich um botanische, geologische oder hydrologische Naturdenkmäler handeln. Die Reihenfolge in dieser Liste orientiert sich an der ID, alternativ ist sie auch nach dem Namen sortierbar.

## Liste
| Foto |                 | Name                                              | Standort                     | Beschreibung                              |
| ---- | --------------- | ------------------------------------------------- | ---------------------------- | ----------------------------------------- |
| BW   | Datei hochladen | Mäanderbach und Moränen im Altfasstal ID: 054_G01 | 46° 51′ 43″ N, 11° 39′ 52″ O | Hydrologisches Naturdenkmal: Bach         |
| BW   | Datei hochladen | Wasserfall im Altfasstal ID: 054_G02              | 46° 52′ 27″ N, 11° 39′ 49″ O | Hydrologisches Naturdenkmal: Wasserfall   |
| ja   | Datei hochladen | Großer Seefeldsee ID: 054_G03                     | 46° 52′ 35″ N, 11° 39′ 27″ O | Hydrologisches Naturdenkmal: See          |
| ja   | Datei hochladen | Mittlerer Seefeldsee ID: 054_G04                  | 46° 53′ 10″ N, 11° 39′ 16″ O | Hydrologisches Naturdenkmal: See          |
| ja   | Datei hochladen | Kleiner Seefeldsee ID: 054_G05                    | 46° 53′ 18″ N, 11° 39′ 18″ O | Hydrologisches Naturdenkmal: See          |
| ja   | Datei hochladen | Valler Schramme ID: 054_G06                       | 46° 53′ 41″ N, 11° 37′ 10″ O | Hydrologisches Naturdenkmal: Schlucht     |
| BW   | Datei hochladen | Labisebenfall ID: 054_G07                         | 46° 53′ 52″ N, 11° 36′ 58″ O | Hydrologisches Naturdenkmal: Wasserfall   |
| ja   | Datei hochladen | Wilder See ID: 054_G08                            | 46° 53′ 54″ N, 11° 35′ 23″ O | Hydrologisches Naturdenkmal: See          |
| BW   | Datei hochladen | Marblsee ID: 054_G09                              | 46° 53′ 0″ N, 11° 36′ 4″ O   | Hydrologisches Naturdenkmal: See          |
| BW   | Datei hochladen | Froscherau ID: 054_G10                            | 46° 51′ 7″ N, 11° 37′ 14″ O  | Hydrologisches Naturdenkmal: Quellmoor    |
| BW   | Datei hochladen | Uitzenau ID: 054_G11                              | 46° 51′ 42″ N, 11° 37′ 17″ O | Hydrologisches Naturdenkmal: Tamariskenau |

| Foto: | Fotografie des Naturdenkmals. Klicken des Fotos erzeugt eine vergrößerte Ansicht. Daneben finden sich zwei Symbole: |
| ID    | Identifikator bei der Abteilung Natur, Landschaft und Raumentwicklung der Südtiroler Landesverwaltung               |